# 興治
興治（こうち）は、ベトナム莫朝の英宗莫茂洽が使用した元号。1588年 - 1590年。

## 西暦・干支・他元号との対照表
| 興治 | 元年     | 2年      | 3年      |
| 西暦 | 1588年   | 1589年   | 1590年   |
| 干支 | 戊子     | 己丑     | 庚寅     |
| 黎朝 | 光興11年 | 光興12年 | 光興13年 |
| 明   | 万暦16年 | 万暦17年 | 万暦18年 |